# Kaiserlich Japanische Marineluftstreitkräfte

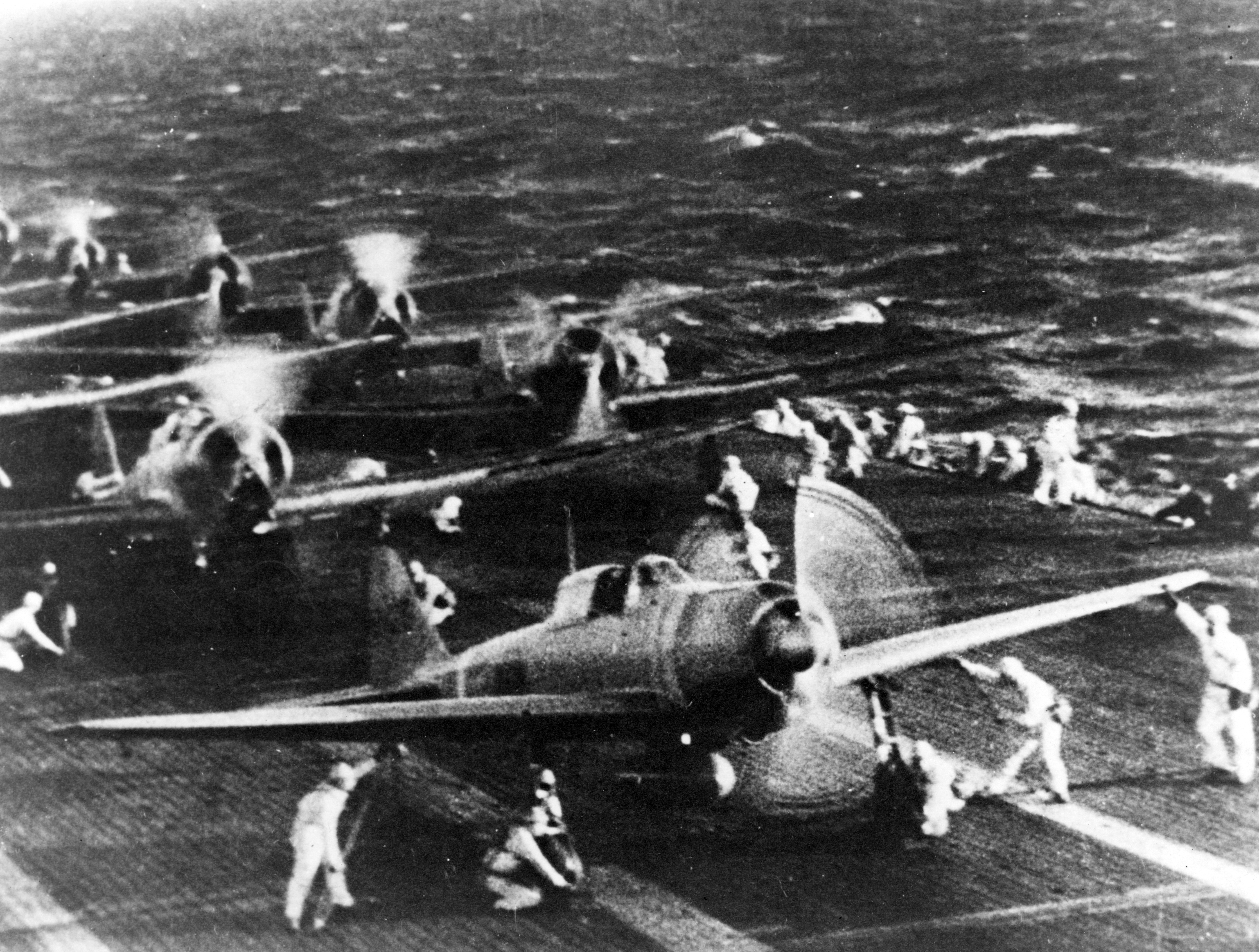
Flugzeuge der japanischen Marineluftwaffe bereiten sich auf den Start vom Flugzeugträger Shōkaku vor

Die Kaiserlich Japanischen Marineluftstreitkräfte (japanisch 帝国海軍航空隊 Teikoku Kaigun Kōkūtai) waren die Luftstreitkräfte der Kaiserlich Japanischen Marine im Zweiten Weltkrieg.
Sie standen unter dem Befehl des Admiralstabs der Kaiserlich Japanischen Marine und des Marineministeriums und entsprachen in ihrer Funktion dem Fleet Air Arm der britischen Royal Navy, der Marineluftfahrt der US Navy, der Aviazione Ausiliara per la Marina der italienischen Regia Marina oder der Seefliegerkräfte der sowjetischen Marine.
Für die Entwicklung und Ausbildung war das Kaiserlich Japanische Marineluftfahrtbüro (Kaigun Kōkū Hombu) des Marineministeriums zuständig.
Das japanische Militär beschaffte 1910 (andere Quellen sprechen von 1911) seine ersten Flugzeuge und beobachtete mit großem Interesse die Entwicklung der Luftkriegsführung während des Ersten Weltkriegs. Zunächst kaufte man in Europa Flugzeuge, begann dann aber schnell, eigene Flugzeuge zu bauen und startete ein ambitioniertes Programm zum Bau von Flugzeugträgern. 1922 wurde in Japan der weltweit erste von Anfang an für diesen Zweck gebaute Flugzeugträger, die Hōshō (鳳翔, dt. „Fliegender Phoenix“) in Dienst gestellt. Danach begann man, überzählige Schlachtkreuzer und Schlachtschiffe zu Flugzeugträgern umzubauen. Die Marineluftwaffe hatte unter anderem die nationale Verteidigung, vorgelagerte Angriffsführung und die Marinekriegsführung zum Auftrag. Dieser Auftrag blieb bis zu ihrem Ende bestehen.
Das japanische Schulungsprogramm für Piloten war sehr selektiv und streng, wodurch ein Korps von sehr gut ausgebildeten und erfahrenen Piloten entstand, das zu Beginn des Zweiten Weltkriegs die klare Lufthoheit über dem Pazifik hatte. Dieses Programm und der Mangel an Treibstoff für Schulungsflüge wirkte sich jedoch negativ auf die Ausbildung eines ausreichenden Nachschubs an neuen Piloten aus. Die Japaner schafften es auch im Gegensatz zu den Briten oder Amerikanern nicht, das Ausbildungsprogramm zu straffen, um die Ausbildungszeit ihrer Rekruten zu verkürzen. Neben anderen Faktoren führte die ständige Verschlechterung bei Qualität und Quantität der Piloten gegen Ende des Krieges zu einer steigenden Anzahl von Opfern.
Die Piloten der Marineluftwaffe bevorzugten, wie jene ihres Gegenstücks beim Heer, der Kaiserlich Japanischen Heeresluftstreitkräfte, den Einsatz sehr beweglicher Flugzeuge. Dies führte zum Bau leichter und außerordentlich agiler Typen wie der Mitsubishi A6M, deren Eigenschaften mit dem Verzicht auf eine Panzerung und selbstabdichtende Treibstofftanks erkauft wurden.

## Trägerflotte

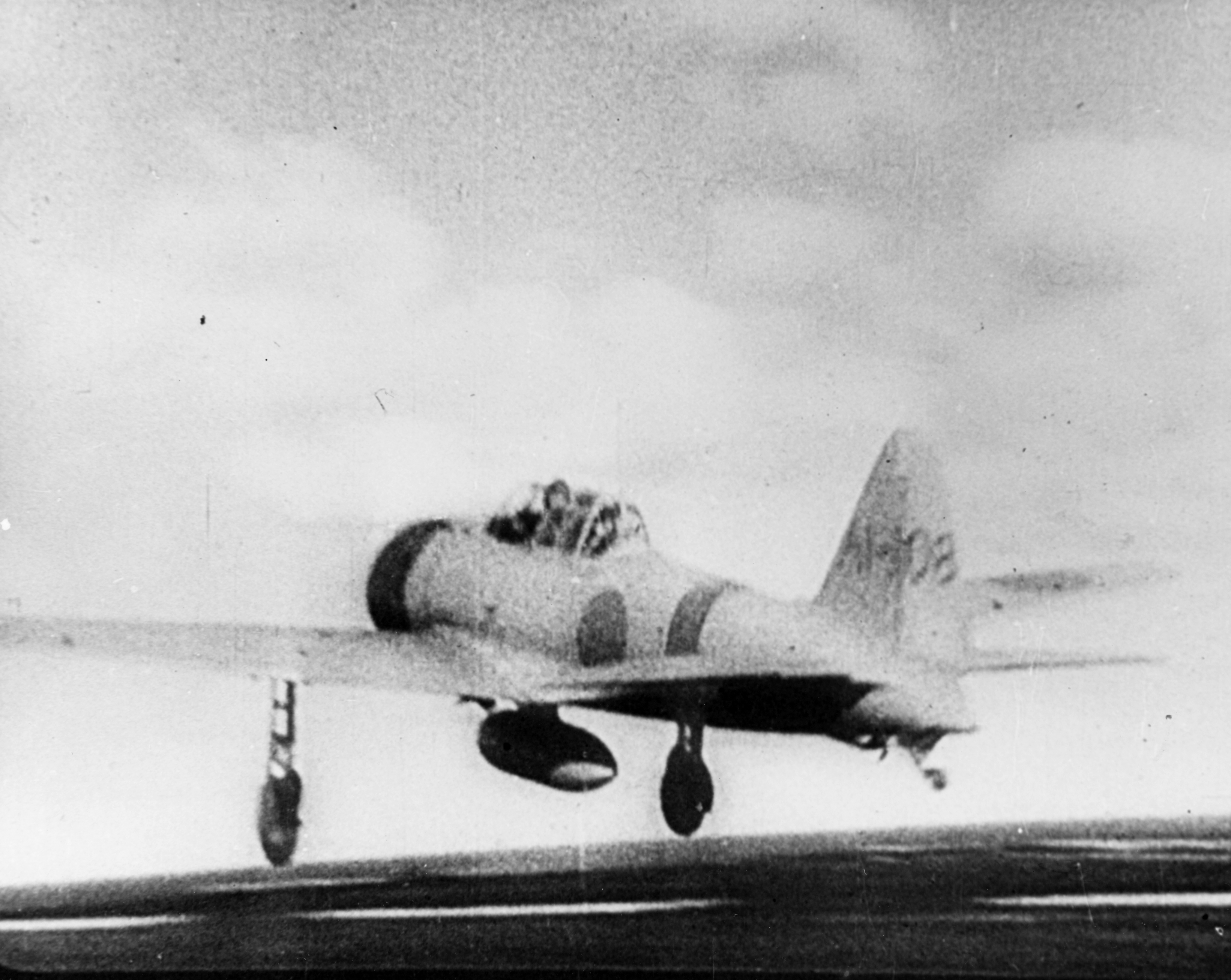
Mitsubishi A6M Zero hebt ab vom Träger Akagi beim Angriff auf Pearl Harbor, 7. Dezember 1941

Die Elite der Piloten wurde zu trägergestützten Luftkampfgruppen (kōkūtai, später kōkū sentai genannt) gruppiert, deren Größe (von einer Handvoll bis zu 80 oder 90 Flugzeugen) von der jeweiligen Mission und der Art der Flugzeugträger, auf denen sie stationiert waren, abhing. Große Flugzeugträger beherbergten drei Arten von Flugzeugen: Jagdflugzeuge, Bomber/Torpedobomber und Sturzkampfflugzeuge. Auf kleineren Trägern waren üblicherweise nur Jagd- und Sturzkampfflugzeuge stationiert. Die trägerbasierten kōkūtai zählten zu Beginn der Pazifikkriegs über 1.500 Piloten und fast ebenso viele Flugzeuge. Die Haupteinheit der trägergestützten Kampfgruppen war die Kidō Butai.

## 11. Luftflotte / Landgestützte Luftflotten
Die Marine unterhielt auch ein landgestütztes System von Luftflotten unter der Bezeichnung Kōkū Kantai sowie Luftflotten, denen festgelegte Lufträume zugewiesen waren, die sogenannten hōmen kantai, welche überwiegend aus zweimotorigen Bombern und Wasserflugzeugen bestanden. Das Oberkommando darüber lag bei der 11. Luftflotte unter Vizeadmiral Tsukahara Nishizō.

## Stärke
Jede Luftflotte bestand aus einer oder mehreren Luftflottillen, welche von Konteradmiralen befehligt wurden und wiederum aus zwei oder mehr Fliegergruppen bestanden. Jede Fliegergruppe bestand aus einer Basiseinheit und 12 bis 36 Flugzeugen sowie vier bis zwölf Reserveflugzeugen. Jede Fliegergruppe bestand aus mehreren hikōtai (飛行隊), Staffeln mit 9, 12 oder 16 Flugzeugen, welche den Chūtai (中隊) der Kaiserlich Japanischen Heeresluftwaffe entsprachen. Die hikōtai wurden von einem Leutnant, Warrant Officer oder einem erfahrenen Chief Petty Officer befehligt. Üblicherweise war jede hikōtai in vier Schwärme – shōtai (小隊) – mit je drei oder vier Flugzeugen unterteilt. Ab Mitte 1944 bestand eine shōtai für gewöhnlich aus vier Flugzeugen. Zu Beginn des Pazifikkrieges gab es 90 Fliegergruppen, jeder davon wurde entweder ein Name oder eine Nummer zugeteilt. Die Gruppen mit einem Namen waren üblicherweise mit einem bestimmten Marinekommando oder einer Marinebasis verbunden. Nummern wurden üblicherweise für Einheiten außerhalb Japans vergeben.

### Nummernkreise der Fliegergruppen
- Fliegergruppen 200 bis 399: Jagdflieger-Gruppen
- Fliegergruppen 400 bis 499: Wasserflugzeuge
- Fliegergruppen 600 bis 699: gemischte Flugzeugtypen

### Bezeichnung der Flugzeugtypen der Marine
Hauptartikel: Typenbezeichnungen der kaiserlich japanischen Marineflieger
Das System, nach dem die Flugzeugtypen der japanischen Marine bezeichnet wurden, ähnelte dem der US Navy von 1922 bis 1962.
Jeder neue Typ erhielt eine Kurzbezeichnung aus einer Kombination von lateinischen Buchstaben und Zahlen.
- Den Anfang bildete ein Buchstabe (manchmal auch zwei) zur Kennzeichnung des Grundtyps bzw. des Einsatzzwecks des Flugzeuges.
- Danach kam eine Zahl, die den Flugzeugtyp (Hauptvariante) des jeweiligen Herstellers identifizierte
- Anschließend kam erneut ein Buchstabe, mit dem der Hersteller kodiert war.

(G4M bezeichnete den 4. Angriffsbomber-Typ (G) der Marine, hergestellt von Mitsubishi (M))
| Buchstabe | Typ                                   | Hersteller                                                              |
| --------- | ------------------------------------- | ----------------------------------------------------------------------- |
| A         | Trägergestütztes Jagdflugzeug         | Aichi (Aichi Tokei Denki und Aichi Kōkūki)/North American Aviation (US) |
| B         | Trägergestützter Bomber/Torpedobomber | Boeing Aircraft (US)                                                    |
| C         | Landgestützter Aufklärer              | Consolidated Aircraft (US)                                              |
| D         | Trägergestütztes Sturzkampfflugzeug   | Douglas Aircraft (US)                                                   |
| E         | Aufklärer-Wasserflugzeug              | –                                                                       |
| F         | Beobachter-Wasserflugzeug             | –                                                                       |
| G         | Angriffsbomber                        | Hitachi Kōkūki/Grumman Aircraft Engineering (US)                        |
| H         | Flugboot (Aufklärer)                  | Hiro (Dai-Jūichi Kaigun Kōkūshō)/Hawker Aircraft (UK)                   |
| He        | –                                     | Ernst Heinkel Flugzeugwerke (Deutschland)                               |
| J         | Landgestützter Jäger                  | Nihon Kogata Hikōki/Junkers Flugzeug- und Motorenwerke (Deutschland)    |
| K         | Schulflugzeug                         | Kawanishi Kōkūki                                                        |
| L         | Transportflugzeug                     | –                                                                       |
| M         | Spezielles Schwimmerflugzeug          | Mitsubishi Jūkōgyō                                                      |
| MX        | Flugzeug für spezielle Einsätze       | –                                                                       |
| N         | Wasserflugzeug als Jäger              | Nakajima Hikōki                                                         |
| P         | Landbasierter Bomber                  | Nihon Hikōki                                                            |
| Q         | Luftüberwachungsflugzeug              | –                                                                       |
| R         | Landbasierter Aufklärer               | –                                                                       |
| S         | Nachtjäger                            | Sasebo (Dai-Nijūichi Kaigun Kōkūshō)                                    |
| Si        | –                                     | Shōwa Hikōki                                                            |
| V         | –                                     | Vought-Sikorsky (US)                                                    |
| W         | –                                     | Watanabe Tekkōjo/Kyūshū Hikōki                                          |
| Y         | –                                     | Yokosuka (Dai-Ichi Kaigun Kōkū Gijutsushō)                              |
| Z         | –                                     | Mizuno Guraida Seisakusho                                               |

Kleinere und mittlere Änderungen eines Flugzeugtyps (Varianten) wurden durch Hinzufügen einer weiteren Nummer am Ende der Bezeichnung gekennzeichnet.
Weitere kleinere Änderungen innerhalb einer Variante wurden durch zusätzliches Anhängen eines weiteren Buchstabens gekennzeichnet.
In wenigen Fällen, in denen der vorgesehene Einsatzzweck des Flugzeugtyps sich änderte, wurde der neue Zweck durch das Anhängen eines Bindestrichs und eines zusätzlichen Buchstabens deutlich gemacht. Dies war zum Beispiel beim Flugboot H6K4 der Fall (dem 6. Flugboot der Marine (H6), gebaut von Kawanishi (K), vierte Variante (4)). Diesem Flugzeug wurde später auch die Rolle eines Truppentransporters zugewiesen und die Bezeichnung änderte sich dann zu H6K4-L.

## Geschichte

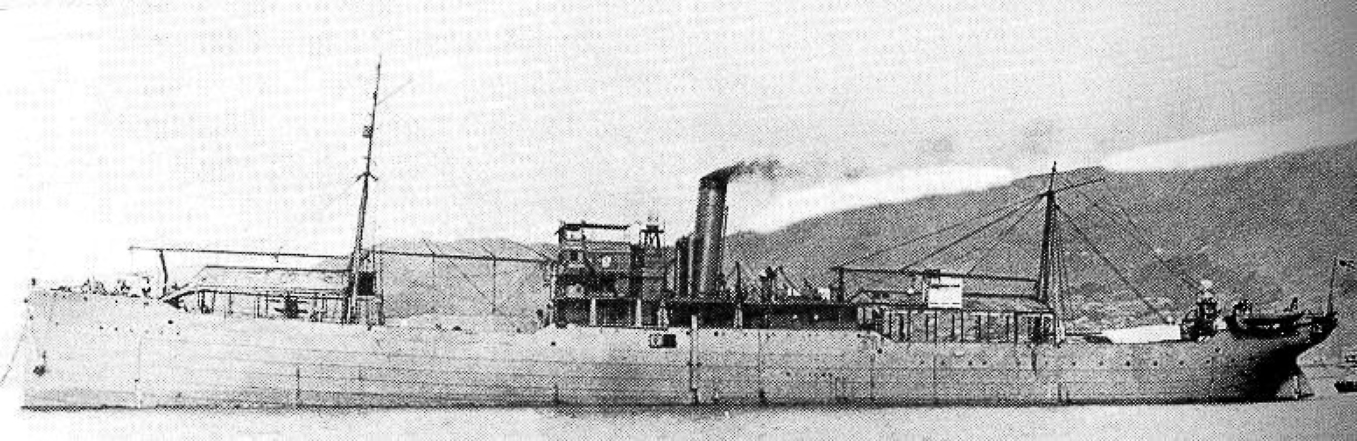
Japanisches Flugzeugmutterschiff Wakamiya

Im Jahr 1912 gründete die britische Royal Navy eine eigene Fliegerabteilung, den Royal Naval Air Service. Die japanischen Admirale, deren eigene Kaiserlich Japanische Marine sich nach dem Vorbild der Royal Navy richtete, schlugen daraufhin ebenfalls den Aufbau einer eigenen Marineluftfahrt vor.
Die japanische Marine hatte zudem die Entwicklung in anderen Ländern beobachtet und erkannte das Potential der Flugzeuge. 1913 wurden das Frachtschiff Wakamiya zu einem Flugzeugmutterschiff umgebaut und einige Flugzeuge gekauft.

### Belagerung von Tsingtau
Hauptartikel: Belagerung von Tsingtau
Am 23. August 1914 erklärte Japan aufgrund der bestehenden Anglo-Japanischen Allianz mit Großbritannien Deutschland den Krieg. Daraufhin belagerten die Japaner mit Unterstützung durch die Briten das deutsche Schutzgebiet Tsingtau (heute Qingdao) auf der Halbinsel Shandong. Während der Belagerung unternahmen ab September Farman-Wasserflugzeuge der Wakamiya, auf der zwei aktive und zwei Reserveflugzeuge stationiert waren, Aufklärungsflüge und Bombenabwürfe über deutschen Stellungen. Gunther Plüschow soll es allerdings gelungen sein, mit seiner Etrich Taube eines der Flugzeuge abzuschießen. Am 30. September wurde die Wakamiya durch eine Mine beschädigt, aber die Flugzeuge konnten nach einem Transfer an Land weiterhin eingesetzt werden, bis die deutschen Verteidiger schließlich am 7. November 1914 kapitulierten. Damit war die Wakamiya das Schiff, von dem aus die weltweit ersten schiffsgestützten Luftangriffe ausgeführt wurden und stellt damit auch den ersten Flugzeugträger Japans dar.

### Zwischen den Weltkriegen
Die japanische Marine beobachtete während des Ersten Weltkriegs die Entwicklung der Luftfahrt bei den drei alliierten Marinestreitkräften sehr genau und erkannte, dass Großbritannien die größten Fortschritte in der Marineluftfahrt machte.
1921 entsandte Großbritannien eine marineluftfahrttechnische Mission nach Japan, um die Kaiserlich Japanische Marine bei der Weiterentwicklung ihrer Luftstreitkräfte zu unterstützen. Die 18 Monate dauernde Misson bestand aus 29 Beratern unter dem Kommando von Captain Sempill. Insbesondere das japanische Wesen der Pilotenschulung und Technik erfuhren durch den Besuch eine deutliche Weiterentwicklung.
Die Japaner wurden auf einigen neuen britischen Flugzeugen (etwa der Gloster Sparrowhawk) und in der Technik des Torpedoabwurfs und der Flugsteuerung geschult. Die Mission überbrachte den Japanern auch die neuesten Pläne britischer Flugzeugträger, wie der Argus und der Hermes, welche die letzte Entwicklungsphase des japanischen Flugzeugträgers Hōshō beeinflussten. Die Hōshō wurde das erste von Anfang an als Flugzeugträger konstruierte Marineschiff der Welt.
Gemäß dem Washingtoner Marinevertrag war es den Japanern erlaubt, zwei noch im Bau befindliche Schlachtkreuzer zu Flugzeugträgern umzubauen: die Akagi und die Amagi. 1923 wurde die Amagi jedoch bei einem Erdbeben beschädigt. Sie wurde daraufhin durch die Kaga ersetzt. Mit diesen beiden Trägern konnte die japanische Marinedoktrin im Wesentlichen realisiert werden.

### Japanische Marineluftwaffe gegen USA – erster Zusammenstoß (1932)
- 1932, während des Shanghai-Zwischenfalls, schoss Leutnant Robert Short (US Army Reserve) in seiner Boeing 218 mit chinesischen Hoheitszeichen mindestens zwei Flugzeuge der japanischen Marineluftwaffe ab, bevor er selbst im Einsatz getötet wurde.

### Zweiter Japanisch-Chinesischer Krieg
Hauptartikel: Zweiter Japanisch-Chinesischer Krieg
Ab 1937 beteiligte sich die Marineluftwaffe an den Kampfhandlungen in China. Von japanischen Trägern aus griffen Flugzeuge Positionen in Shanghai und Umgebung an. Marinebomber wie die Mitsubishi G3M und G4M wurden zur Bombardierung chinesischer Städte eingesetzt, während Jagdflugzeuge der Heeres- und Marineluftwaffe zur Erringung der Luftüberlegenheit eingesetzt wurden. Im Unterschied zu anderen Marineluftwaffen war die japanische Marine auch für strategische Bombardierungen zuständig und setzte dafür Bomber mit großer Reichweite ein.
Die strategischen Bombardements wurden zumeist gegen chinesische Großstädte wie Shanghai, Wuhan und Chongqing vorgenommen. Zwischen Februar 1938 und August 1943 wurden gegen diese Städte rund 5.000 Bombenangriffe geflogen.
Die am 22. und 23. September 1937 begonnenen Bombardierungen von Nanjing und Guangzhou führten zu breiten Protesten, die schließlich in einer Resolution des Far Eastern Advisory Committee des Völkerbunds mündeten.

### Zweiter Weltkrieg
Zu Beginn des Pazifikkrieges bestand die Marineluftwaffe aus fünf Flotten.
Im April 1941 wurde die Erste Luftflotte der Kaiserlich Japanischen Armee gegründet. Mit dieser wurden die Flugzeugträger der Marine einer einzigen schlagkräftigen Einheit zugeteilt. Die Japaner hatten insgesamt sechs große und drei kleinere Träger. Die 11. Luftflotte erhielt den Großteil der landbasierten Marineluftstreitkräfte.
Am 7. Dezember 1941 griff die japanische Marine Pearl Harbor an, zerschlug damit die amerikanische Pazifikflotte und zerstörte 188 Flugzeuge, bei einem eigenen Verlust von nur 29 Flugzeugen. Am 10. Dezember gelang es landgestützten Bombern der 11. Luftflotte zudem, das britische Schlachtschiff Prince of Wales und den Schlachtkreuzer Repulse der Force Z zu versenken.
Darüber hinaus wurden Luftangriffe auf die Philippinen sowie auf Darwin im Norden Australiens ausgeführt.
Zwischen dem 16. Dezember 1941 und 20. März 1945 zählte die Kaiserlich Japanische Marine eigene Verluste in Höhe von 14.242 Mitgliedern der Flugzeugbesatzungen und 1.579 Offizieren.

## Flugzeugstärke 1941
Die japanische Marineluftwaffe hatte 1941 mehr als 3.089 Flugzeuge und weitere 370 Schulflugzeuge
- 1.830 Kampfflugzeuge, davon:
  - 660 Jäger, hauptsächlich Mitsubishi A6M Zero
  - 330 trägergestützte Angriffsflugzeuge
  - 240 zweimotorige Bomber
  - 520 Wasserflugzeuge und Flugboote.